# Баблер-рихталик мізорамський
Ба́блер-рихталик мізорамський (Spelaeornis oatesi) — вид горобцеподібних птахів родини тимелієвих (Timaliidae). Мешкає в Індії і М'янмі. Раніше вважався підвидом маніпурського баблера-рихталика..

## Поширення і екологія
Мізорамські баблери-рихталики мешкають на південному заході М'янми, в горах Чин та на сході індійського штату Мізорам в горах Лушай. Вони живуть у підліску вологих гірських тропічних лісів. Зустрічаються на висоті від 1300 до 2800 м над рівнем моря.